# 66ª sessione dell'Assemblea generale delle Nazioni Unite
La 66ª sessione dell'Assemblea generale delle Nazioni Unite ha avuto inizio il 15 settembre 2011 e si è concluso il 24 settembre 2012.
Il 25 settembre 2012 è iniziata la 67ª sessione dell'Assemblea generale delle Nazioni Unite.
Le sedute sono state presiedute da Nassir Abdulaziz Al-Nasser, rappresentante del Qatar.

## Risoluzioni
- A/RES/66/1: credenziali dei rappresentanti alla sessantaseiesima sessione dell'Assemblea generale.